# Edward Parry (militär)
Sir William Edward Parry var en brittisk amiral. Han föddes 1893 och dog 1972. Han var chef över den indiska flottan 14 augusti 1948 - 13 oktober 1951. Han ersattes av Sir Charles Thomas Mark Pizey som var chef över indiska flottan 13 oktober 1951 - 31 mars 1955. Han var även befälhavare på det nyzeeländska fartyget HMNZS Achilles som deltog i slaget vid Río de la Plata.